# Lofoten
Lofoten (norwegisch: [ˈlùːfuːtn̩], nordsamisch: Lofuohta oder Váhki) ist eine Region in der norwegischen Provinz (Fylke) Nordland und Teil einer Inselgruppe vor der Küste Nordnorwegens, bestehend aus etwa 80 Inseln, unter anderem Austvågøya, Skrova, Gimsøya, Vestvågøya, Flakstadøy, Moskenesøy, Værøy und Røst. Der norwegische Distrikt Lofoten umfasst im Wesentlichen die Inselgruppe.

## Name
„Lófót“ bezeichnete ursprünglich nur die Insel Vestvågøya und wurde erst später auf die gesamte Inselgruppe ausgedehnt. Die Insel Flakstadøy wurde „Vargfót“ (Wolfsfuß) genannt. Die Bedeutung des Namens könnte als „die Luchspfote“ übersetzt werden, von ló für Luchs, und foten, die Pfote (wobei die Endung -en im skandinavischen Sprachraum ein bestimmter Artikel ist).
Obwohl der Name Lofoten im Norwegischen im Singular steht, wird die Region im Deutschen fälschlicherweise oft als „die Lofoten“ bezeichnet, da die Endung -en, die im Norwegischen als bestimmter Artikel im Singular fungiert, von Sprechern des Deutschen als Pluralmarkierung reanalysiert wird, wie dies beim Namen anderer Inselgruppen (wie der Malediven, Kanaren oder Aleuten) üblich ist; und wie bei Kapverden bezeichnet es sowohl die Inselgruppe als auch die Verwaltungseinheit. Üblicher- und korrekterweise wird Lofoten (dem Norwegischen entsprechend) indes als Region behandelt und im Singular verwendet, vergleichbar mit anderen norwegischen Regionen wie dem benachbarten Vesterålen, mit deutschen Bundesländern (Hessen oder Bayern), Ländern (Norwegen, Schweden) oder auch Orten wie z. B. Bergen oder Gelsenkirchen.
Eine ähnliche Reanalyse des Namens als Pluralform gibt es in mehreren slawischen Sprachen, unter anderem im Polnischen und Tschechischen (Lofoty). In romanischen Sprachen wird meist von „den Lofoten-Inseln“ gesprochen (frz. Îles Lofoten, ital. Isole Lofoten, span. Islas Lofoten).

## Lage und Daten
Lofoten liegt etwa 100 bis 300 km nördlich des Polarkreises im Atlantik, vom Festland getrennt durch den Vestfjord. Das Gebiet liegt zwischen dem 67. und 68. Breitengrad und grenzt sich nordöstlich durch den Raftsund von der in ihrer Gesamtheit nördlicher gelegenen Region und Inselgruppe Vesterålen ab. Die größten Inseln sind durch Brücken oder Tunnel miteinander verbunden. Eine der Inseln, Austvågøya, ist südlich Teil von Lofoten, wogegen der nordöstliche Teil der Insel zur Kommune Hadsel und somit zum Distrikt Vesterålen gehört. Auch die südwestliche Spitze der Insel Hinnøya gilt als Teil von Lofoten, weil sie früher nur mit dem Boot von Svolvær aus erreichbar war.
Administrativ gehört der Distrikt Lofoten zum Fylke (Provinz) Nordland. Die größte Stadt und somit der wichtigste Ort in Lofoten ist Svolvær auf Austvågøya. Im Distrikt Lofoten gibt es sechs Kommunen (Gemeinden): Vågan, Vestvågøy, Flakstad, Moskenes, Værøy und Røst.
Die Region Lofoten hat circa 24.000 Einwohner und eine Fläche von 1227 km².

## Geschichte
Seit circa 6000 Jahren ist Lofoten bevölkert. Ursprünglich lebte man dort vom Fischfang und von der Jagd. Während der Wikingerzeit bildeten sich mehrere Siedlungen mit Häuptlingshöfen. Eine Nachbildung ist in Borg wieder aufgebaut worden.
Spätestens ab dem 14. Jahrhundert wurde Bergen zum Zentrum des Fischhandels, insbesondere von Stockfisch. 1431 strandeten die Überlebenden der Querina, eines venezianischen Schiffes, auf einer der Lofoteninseln. Ihr Bericht stellt die früheste schriftliche Quelle über die Bewohner dar.
Erstmals wurde Lofoten 1450 auf einer Weltkarte eingezeichnet.
Je nach der Größe des Fischfangs, zunächst ausschließlich Heilbutt, ging es den Einwohnern der Inseln gut oder schlecht. Mitte des 19. Jahrhunderts gab es große Heringsvorkommen, die zu weiteren Besiedlungen führten.

## Orte
Lofoten besitzt zwei Städte und mehrere kleinere Tettsteder (Anzahl der Einwohner, Stand November 2019):
- Stadt Svolvær (4686)
- Stadt Leknes (3620)
- Kabelvåg (1920)
- Gravdal (1640)
- Stamsund (1100)
- Ballstad (845)
- Sørland (622)
- Sørvågen (439)
- Henningsvær (494)
- Reine (309)

## Landschaft

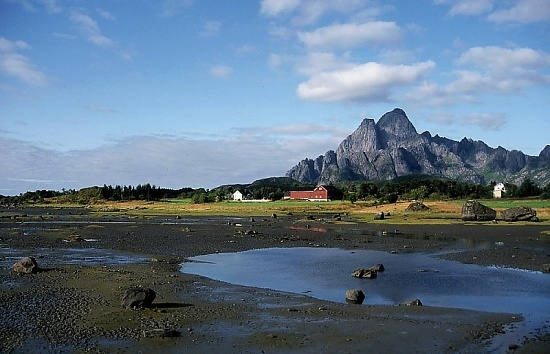
Der Berg Vågakallen (942 m) bei Kabelvåg/Lofoten

Die Landschaft war viele Jahrhunderte karg und kahl, es gab nur noch wenige Bäume, weil der Mensch die meisten Wälder für den Haus-, Schiffs- und Trockengestellbau abgeholzt hatte. Mittlerweile ist der Baumbestand in weiten Teilen von Lofoten wieder erheblich angewachsen. Seit 2018 gehören die Westküste der südlichsten Insel Moskenesøy und vorgelagerte Inseln als Lofotodden-Nationalpark zu den Nationalparks in Norwegen.
Vorrangig sind die Ostseiten der Inseln besiedelt, da dort Wind und Seegang weniger stark angreifen – die stellenweise über 1200 Meter hohen Berge in Lofoten haben alpinen Charakter und halten allzu starke Wettereinflüsse ab. Die Gezeiten pressen das Wasser mit heftiger Gewalt zwischen den einzelnen Inseln hindurch, so dass zum Teil gefährliche Strudel entstehen. Am bekanntesten ist der so genannte Mahlstrom oder Moskenstraumen. Bekannt ist die Region auch dafür, dass sich die Nordlichter sehr gut beobachten lassen, da das Winterklima relativ mild ist und das Aurora-Oval Lofoten kreuzt. Informationen zu den genannten Nordlichtern finden sich im Polarlichtzentrum in Laukvik.

## Geologie

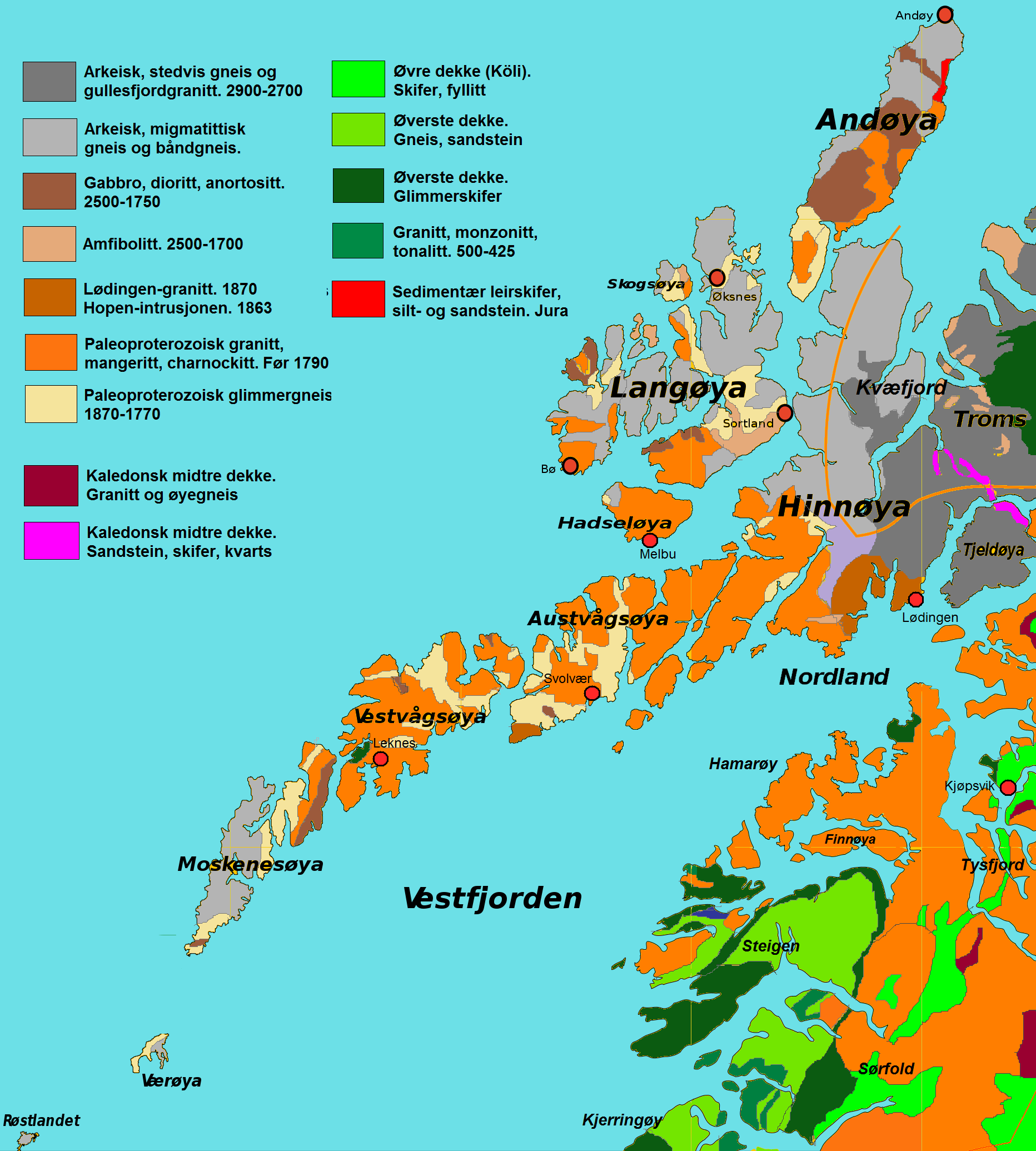
Geologie der Lofoten (Mitte) und der Vesterålen (Nordosten). Grau: archaische Gneise, orange und orangebraun: paläoproterozoische Granite und Charnockite, dunkelbraun: desgleichen Gabbro, hellbraun: desgleichen Amphibolit, beige: desgleichen Glimmergneis, rot: mesozoische Sedimente, Grün- und Violetttöne: Kaledonische Gebirgsdecken

Lofoten ist überwiegend aus alten Gesteinen aufgebaut, welche zu den Svekofenniden gehören und ein Alter von 1,8–1,79 Ga aufweisen. Es handelt sich überwiegend um Charnockite, Gabbros, Paragneise sowie vereinzelte Eklogite. Diese svekofennischen Einheiten wurden im Zuge der kaledonischen Gebirgsbildung von den kaledonischen Decken überschoben, jedoch durch Hebung und Erosion wieder freigelegt („exhumiert“).

## Klima
Die nördlichen Ausläufer des Golfstroms sorgen für ein relativ mildes Klima in Lofoten.
| Wert                              | Jan.  | Feb.  | Mär.  | Apr. | Mai  | Jun. | Jul. | Aug. | Sep. | Okt. | Nov.  | Dez.  |
| --------------------------------- | ----- | ----- | ----- | ---- | ---- | ---- | ---- | ---- | ---- | ---- | ----- | ----- |
| Höchste gemessene Temperatur (°C) | 9,0   | 8,5   | 8,6   | 15,0 | 21,8 | 30,4 | 29,8 | 26,9 | 22,1 | 16,4 | 11,6  | 11,2  |
| Tiefste gemessene Temperatur (°C) | −12,7 | −15,1 | −12,3 | −8,5 | −3,4 | −1,2 | 3,7  | 3,9  | −1,4 | −4,5 | −10,7 | −15,1 |
| Niederschlag (mm)                 | 69    | 53    | 54    | 47   | 39   | 42   | 57   | 60   | 86   | 117  | 87    | 91    |

## Wirtschaft

### Fischfang und -verarbeitung
Der Haupterwerbszweig der „Lofotinger“ ist neben dem Tourismus der Fischfang und die damit verbundene Industrie. Der Lofotfischfang, zu dem Jahr für Jahr hunderte kleinere Fischerboote zusammenkommen, findet von Mitte Januar bis Mitte April statt. Den Hauptanteil der Fänge bildet der geschlechtsreife Kabeljau. In den besten Zeiten wurden in einer Saison bis zu 146.000 Tonnen Fisch in Lofoten angelandet. Im Jahr 2015 betrug die Menge an gefangenem Kabeljau 65.195 Tonnen. Gefangener Dorsch (wie Kabeljau auch bezeichnet wird) wird zu Klippfisch oder Stockfisch (Tørrfisk) verarbeitet, der vor allem für den Export vorgesehen ist.

### Erdöl und Erdgas
Obwohl in der Vergangenheit geologische Erkundungen unternommen wurden, gab es bis 2017 keine Genehmigungen zur Förderung von Erdöl und Erdgas im Gebiet von Lofoten. Die seit September 2017 amtierende norwegische Minderheitsregierung wurde unter der Bedingung gewählt, auch weiterhin keine Genehmigungen dafür zu erteilen.

## Verkehr

### Straßen- und Fährverkehr

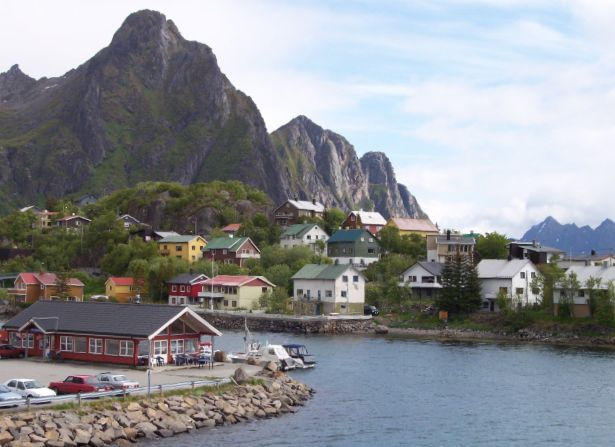
Fährhafen von Svolvær in Lofoten

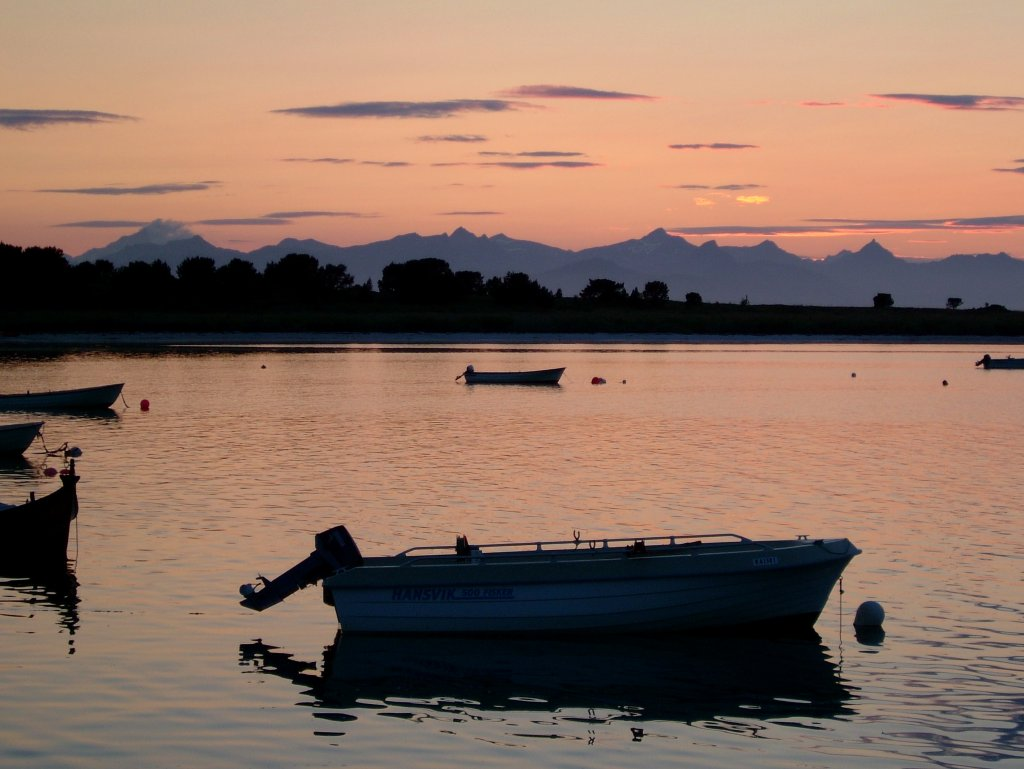
Mitternachtssonne hinter Bergen in Lofoten

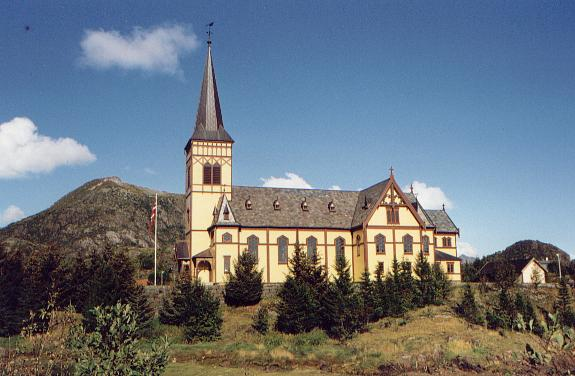
Kirche von Kabelvåg/Lofoten

Die Europastraße 10 beginnt in Å i Lofoten und führt nach 170 km nach Fiskebøl. Dort besteht eine Fährverbindung nach Melbu auf der Insel Hadseløya. Von Fiskebøl führt die E10 weiter durch Tunnel und über Brücken bis auf das norwegische Festland und schließlich bis nach Schweden.
Busverbindungen gibt es nach Vesterålen und Bodø/Fauske mit Anschluss an die Bahn in Bodø.
Am 1. Dezember 2007 wurde die Festlandverbindung – Lofast – eröffnet. Diese führt von Fiskebøl über die Insel Hinnøya nach Gullesfjordbotn. Damit ist Lofoten erstmals in seiner Geschichte über eine Landverbindung erreichbar.
Die Schiffe der Hurtigruten steuern in Lofoten Stamsund und Svolvær an. Von Svolvær nach Skutvik verkehrt eine Autofähre, die Lofoten mit der Europastraße 6 verbindet. Eine weitere wichtige Fährverbindung ist die Autofähre von Moskenes nach Bodø. Zwischen Svolvær und Bodø gibt es eine Expressbootverbindung.
Vesterålen ist über die Autofähre von Fiskebøl nach Melbu erreichbar.

### Flugverkehr
Drei Flugplätze gibt es in Lofoten, bei Svolvær, Leknes und auf der Insel Røst. Zusätzlich gibt es einen Hubschrauberlandeplatz auf der Insel Værøy, da auf dieser Insel der Flugplatz wegen seiner gefährlichen Aufwinde schon seit vielen Jahren nicht mehr genutzt wird. Alle Flugplätze werden täglich mehrmals von Bodø aus angeflogen. Seit April 2017 werden zudem zweimal wöchentlich Direktflüge von Oslo nach Svolvær und Leknes durch Widerøe angeboten. Die Flugzeit beträgt etwa 2,5 Stunden. Der Flughafen Harstad/Narvik, der über die E 10 an die Inselgruppe angebunden ist, bietet täglich mehrere Flüge nach Oslo an.

### Übersicht der Fährverbindungen
Fähre von Vesterålen nach den Lofoten;
- Melbu – Fiskebøl, Fahrzeit 25 Minuten

Fähren von der E6 (Festland) nach Lofoten:
- Skutvik – Svolvær, Fahrzeit 2 Stunden
- Bodø – Røst, Fahrzeit 4,5 bis 5 Stunden
- Bodø – Værøy, Fahrzeit 3,5 bis 5 Stunden
- Bodø – Moskenes, Fahrzeit 3 bis 3,5 Stunden

Katamaran (Schnellfähre) vom Festland nach Lofoten:
- Bodø – Svolvær, Fahrzeit 3 Stunden

Hurtigruten Linienquerverbindung:
- Bodø – Stamsund, Fahrzeit 3,5 Stunden
- Stamsund – Svolvær, Fahrzeit 2,5 Stunden
- Svolvær – Stokmarknes, Fahrzeit 3 Stunden

## Lofoten in der Malerei
Der in Svolvær geborene Maler Gunnar Berg war für seine Darstellungen des täglichen Lebens in den Fischerdörfern bekannt. Andere mit Lofoten verbundene Künstler sind Adelsteen Normann, Otto Sinding, Christian Krohg, Theodor Kittelsen, Lew Felixowitsch Lagorio, Ernst Wilhelm Nay, Will Sohl und Ingo Kühl.

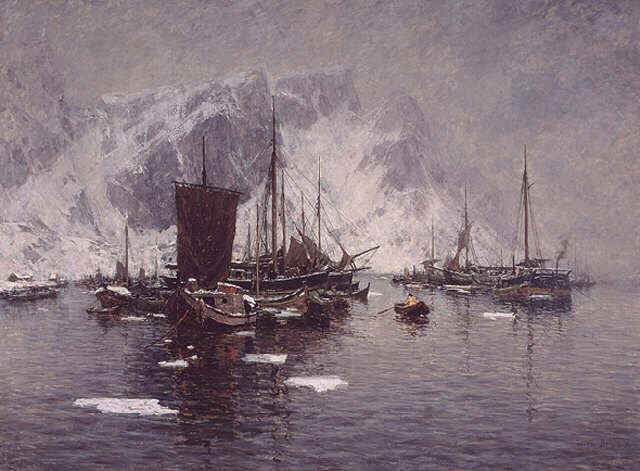
Fiskebåter ved Reine von Gunnar Berg (ohne Jahr)
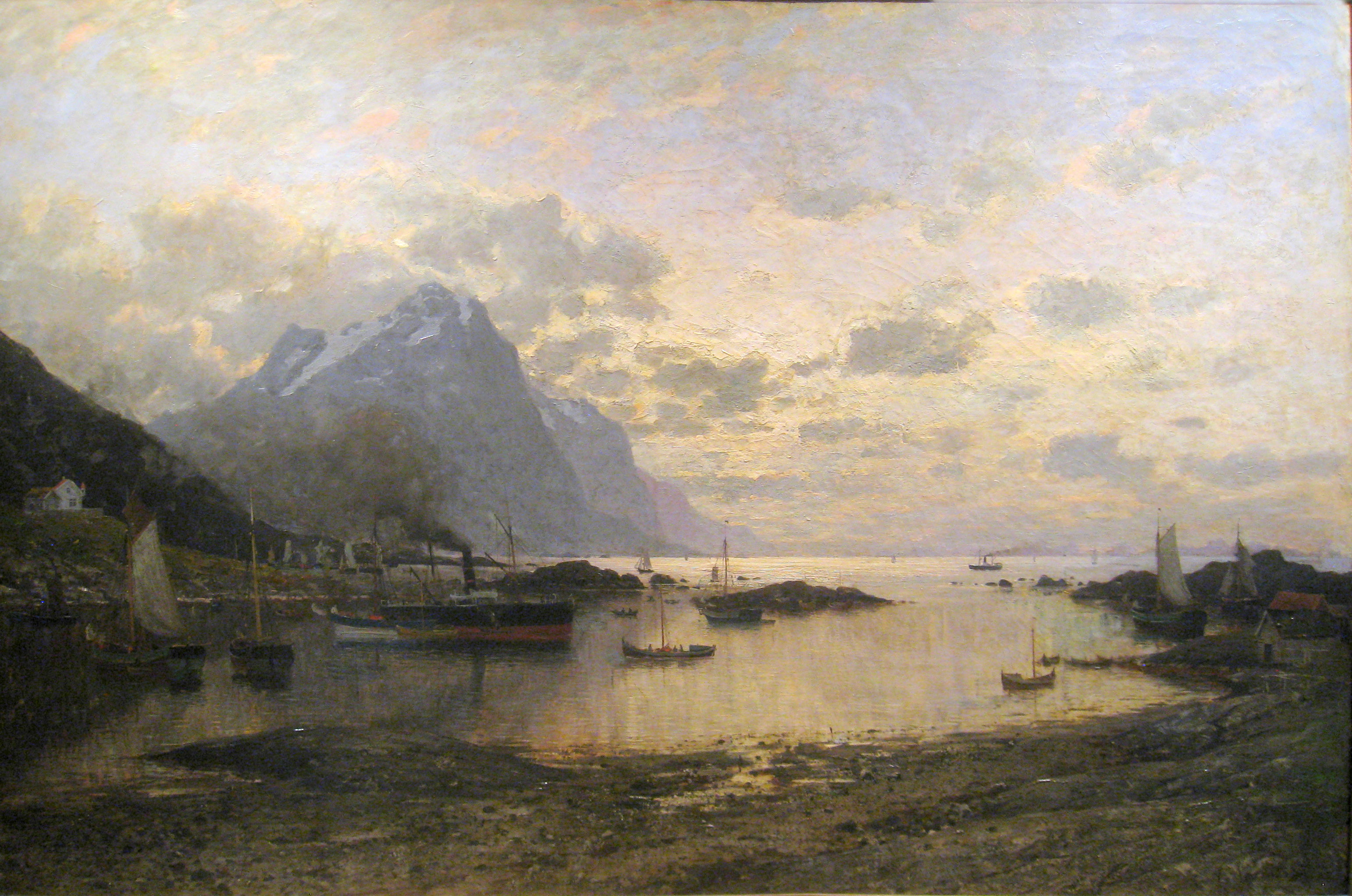
Dampskipsanløp i Lofoten von Adelsteen Normann (1885)
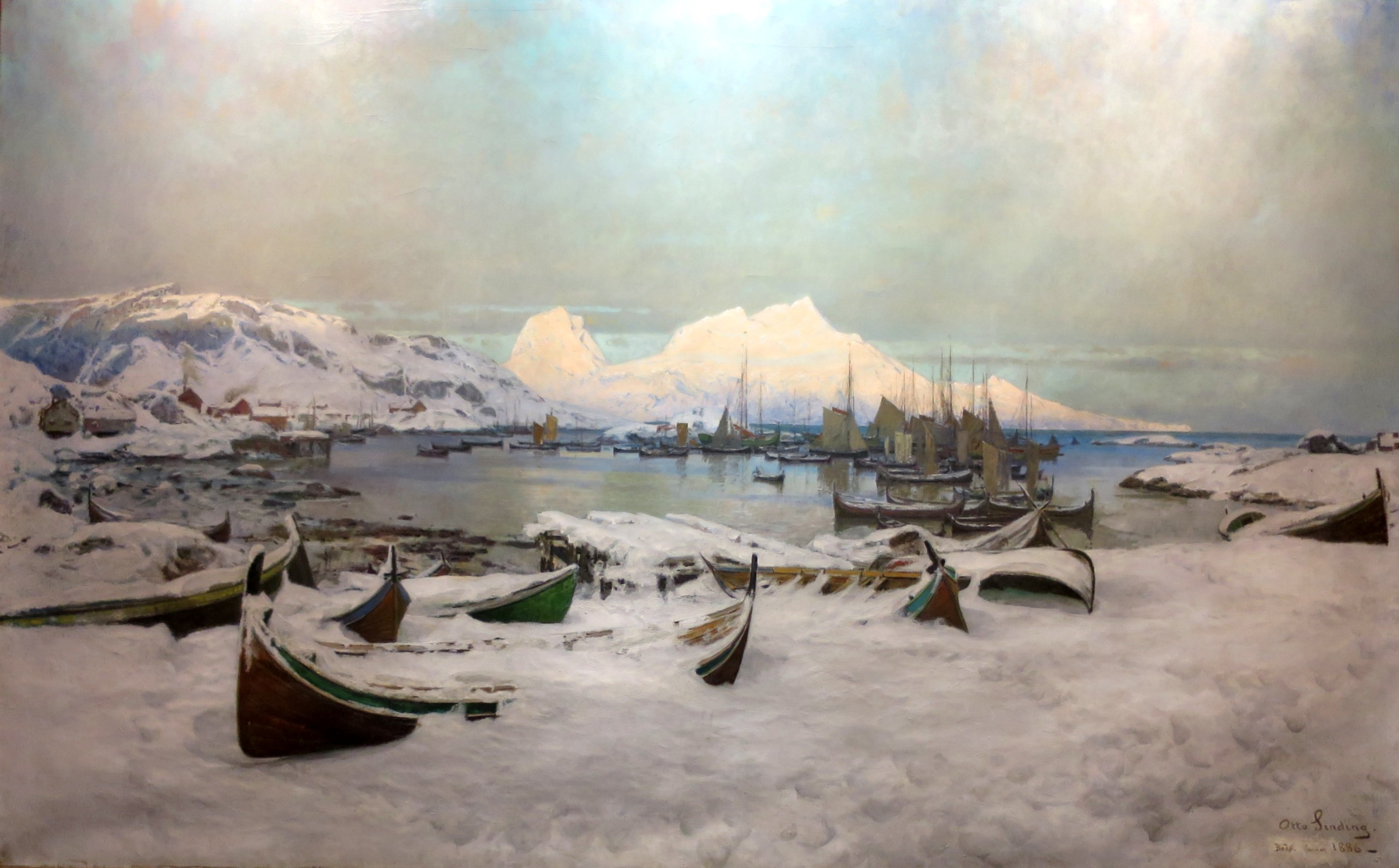
Winter in Lofoten von Otto Sinding (1886)
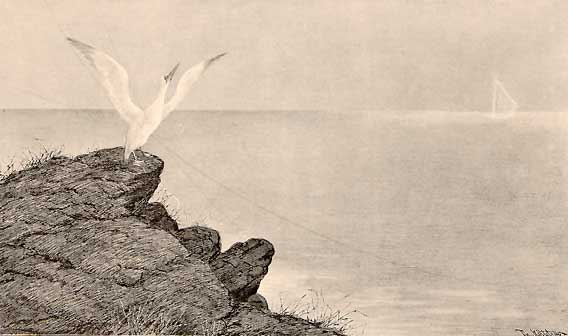
Fra Lofoten von Theodor Kittelsen (1890)
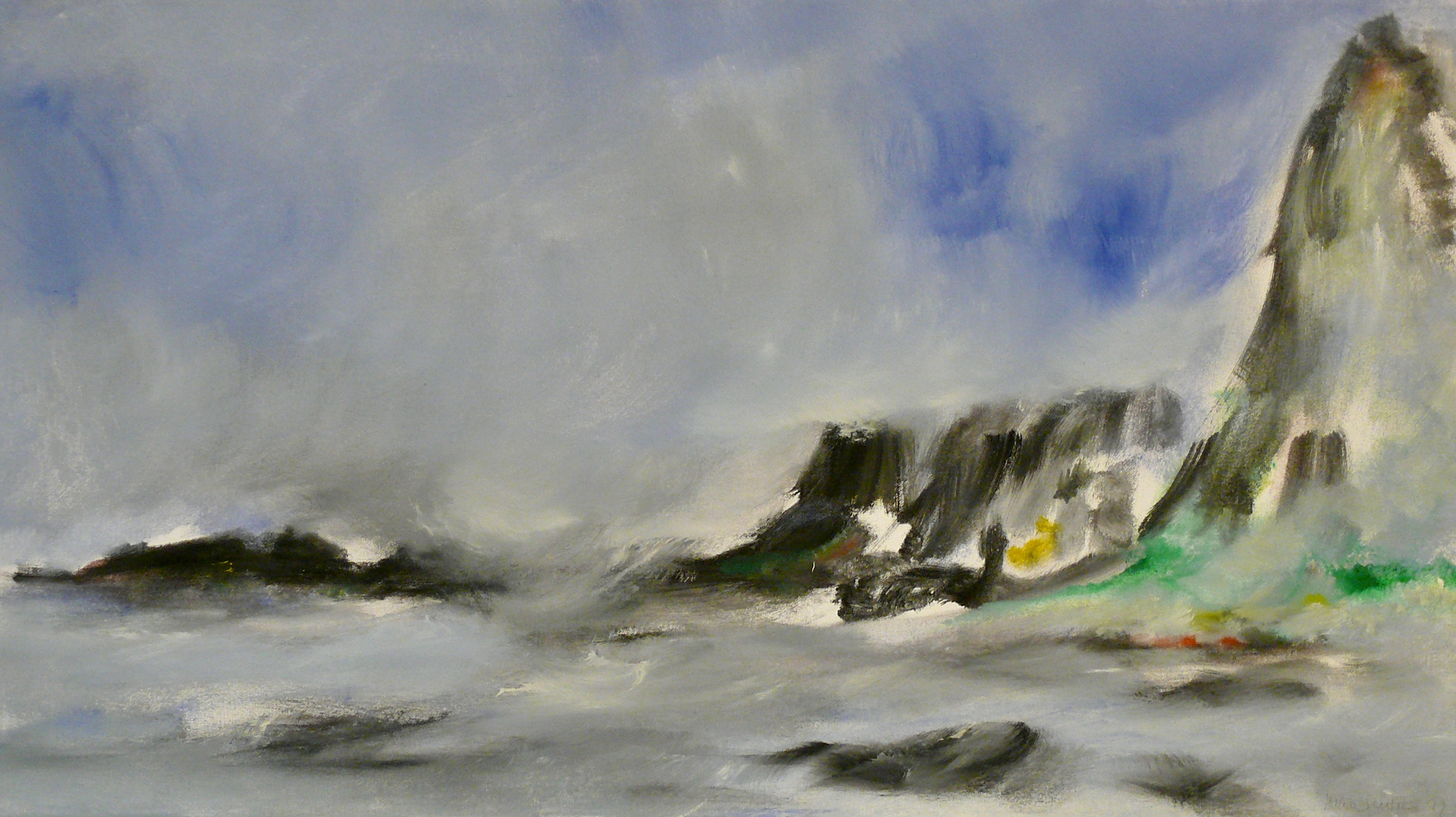
Moskstraumen I, Reine, Lofoten, von Ingo Kühl (1999)